# ميكايلا لوتش
ميكايلا لوتش (بالإنجليزية: Mikaela Loach)‏ (مواليد 1998) هي ناشطة في مجال العدالة المناخية. هي من إدنبرة في اسكتلندا وقد تم ترشيحها لجائزة المواطن العالمي (بالإنجليزية: Global Citizen Prize)‏: جائزة البطل في المملكة المتحدة.
لوتش هي طالبة طب في جامعة إدنبرة. تستخدم منصة إنستغرام الخاصة بها التي يزيد عددها عن 100,000 للعمل من أجل جعل حركة المناخ أكثر شمولاً، مع التركيز على تقاطعات أزمة المناخ مع الأنظمة القمعية مثل تفوق البيض، وظلم المهاجرين.
إلى جانب جو بيكر، لوتش هي المنتج المشارك والكاتب والمقدم لبرنامج نعم بودكاست (بالإنجليزية: YIKES)‏ الذي يستكشف تغير المناخ، وحقوق الإنسان، والعدالة الاجتماعية.

## النشأة والتعليم
وُلدت لوتش في جامايكا، ونشأة في سري بالمملكة المتحدة. انتقلت لوتش إلى إدنبرة للدراسة في الجامعة، وهي حاليًا طالبة في السنة الرابعة في كلية الطب بجامعة إدنبرة.

## الحملات
عندما كانت مراهقة، بدأت لوتش في إدراك التقاطع بين العدالة البيئية والعدالة العرقية. في عام 2019، أصبحت لوتش عضوة في الحركة البيئية (بالإنجليزية: environmental movement)‏، وتمرد ضد الانقراض (XR) وفي أكتوبر 2019، سافرت من إدنبرة إلى لندن للمشاركة في احتجاجات XR. لمطالبة السياسيين بالاستماع والتصرف في أزمة المناخ. احتفظت بمذكرات تجاربها. في احتجاج XR 2019، حبست لوتش نفسها في مرحلة تمرد ضد الانقراض اسكتلندا في محاولة لمنع الشرطة من إزالة الاحتجاج. تم حبسها على المسرح لمدة ثماني ساعات تقريبًا قبلها، وأطلق المتظاهرون الآخرون أنفسهم طواعية. تقوم لوتش أيضًا بحملات مع معسكر المناخ في اسكتلندا.
تقول لوتش إنها بدأت في التوجه إلى المسيرات لأول مرة "عندما انتشرت أزمة اللاجئين في الأخبار قبل بضع سنوات. لقد انخرطت حقًا في حقوق المهاجرين واللاجئين وتطوعت في المخيم في كاليه. لكن ذات يوم أدركت أن هذه الأشياء كانت مترابطة حقًا: أزمة المناخ مرتبطة بأزمة اللاجئين، وكلاهما مرتبط أيضًا بالظلم العنصري وموروثات الاستعمار.
من خلال وسائل التواصل الاجتماعي الخاصة بها، وكاتبتها في مجلة Eco-Age، تدافع لوتش عن العدالة البيئية، والعدالة العرقية، والأزياء المستدامة، وحقوق اللاجئين. كما كانت ضيفة على العديد من البودكاست، بما في ذلك بودكاست «عمر البلاستيك» لأندريا فوكس (بالإنجليزية: Andrea Fox)‏، و «بودكاست سلف جيد» ليلى سعد. كانت لوتش أحد المتحدثين في مؤتمر الشباب ضد الكربون في زيورخ. في عام 2020، أنشأت لوتش «نعم بودكاست» مع جو بيكر.
لعملها النشط، تم تسمية لوتش على قائمة القوة لساعة المرأة (بالإنجليزية: Woman's Hour)‏ في بي بي سي.